# Ванхеусден, Зиньо
Зиньо Ванхеусден (нидерл. Zinho Vanheusden; 29 июля 1999, Хасселт, Бельгия) — бельгийский футболист, защитник клуба «Интернационале», выступающий на правах аренды за бельгийский «Мехелен».

## Клубная карьера
Ванхеусден — воспитанник льежского клуба «Стандард». В 2015 году миланский «Интер» выкупил трансфер игрока за 1 млн евро. Зиньо начал выступать за примаверу. В начале 2018 года для получения игровой практики Ванхеусден на правах аренды вернулся в «Стандард». 14 апреля в матче против «Гента» он дебютировал в Жюпиле лиге.
25 июля 2022 года перешёл на правах аренды в нидерландский АЗ.

## Международная карьера
В 2016 года в составе юношеской сборной Бельгии Ванхеусден принял участие юношеского чемпионата Европы в Азербайджане. На турнире он сыграл в матчах против команд Шотландии, Азербайджана, Португалии и Германии.